# Maggie Q
Maggie Q, pseudonimo di Margaret Denise Quigley (Honolulu, 22 maggio 1979), è un'attrice statunitense.
È nota soprattutto per aver vestito i panni di Nikita nell'omonima serie tv trasmessa sulla rete americana The CW dal 2010 al 2013 e per il ruolo di Tori Wu nella trilogia di film di Divergent.

## Biografia
Maggie Q nasce ad Honolulu, nelle Hawaii, il 22 maggio del 1979 da padre statunitense di origini irlandesi e polacche e da madre vietnamita. I genitori si conobbero in Vietnam, dove il padre era stato dislocato durante la guerra. Ha usato altri pseudonimi, tra cui Maggie M. Quigley, Ly My Ky, Mei-Key Ley, Meiqi Li.
L'attrice ha preso parte a diversi film, tra cui Il giro del mondo in 80 giorni, film del 2004, a fianco di Jackie Chan anche se in un ruolo molto marginale (è la ragazza che combatte contro i protagonisti in India). Nel 2006 interpreta l'affascinante Zhen Lei in Mission Impossible III, mentre l'anno successivo è accanto a Bruce Willis in Die Hard - Vivere o morire, dove veste i panni di Mai, la combattiva fidanzata di Thomas Gabriel, il cattivo del film. Dal 2010 al 2013 interpreta Nikita nell'omonima serie tv trasmessa sulla rete americana The CW. Nel 2014 è nel cast di Divergent, dove interpreta l'intrepida Tori, ruolo che riprenderà anche nei due seguiti The Divergent Series: Insurgent (2015) e The Divergent Series: Allegiant (2016).
Nel 2016 è entrata nel cast della serie TV Designated Survivor nel ruolo dell'agente Hannah Wells.
Nel 2025 prende parte al finale di stagione di Bosch: l'eredità nel ruolo del detective Renée Ballard, ruolo che ha poi mantenuto da protagonista nella serie spin-off Ballard, uscita il 9 luglio del medesimo anno.

## Vita privata
Vegetariana per molti anni, nel 2008 è diventata vegana, stesso anno in cui viene nominata come una delle "25 celebrità meglio vestite" dalla PETA, per la quale, tra l'altro, ha più volte preso parte alle campagne di promozione agli stili di vita vegetariani.
Dal 2015 al 2019 è stata legata all'attore Dylan McDermott.

### Attivismo
Maggie Q è vegana da 20 anni e rifiuta di indossare pelle vera o pelliccia. Per l'organizzazione per i diritti degli animali PETA, si è fatta fotografare più volte o nuda, o vestita solo di piante, per promuovere il vegetarismo e la lotta contro il cambiamento climatico. Disse che rinunciare alla carne è stata una delle decisioni più gratificanti che abbia mai preso. "Mi sento meglio, ho più energia dentro e fuori dal set e ho la soddisfazione di sapere che sto facendo qualcosa per fermare la sofferenza degli animali." Nel 2008 è stata nominata persona dell'anno di PETA Asia-Pacifico. Lo stesso anno, l'organizzazione ha anche elencato Q come una delle "celebrità meglio vestite" del 2008. Nel 2017, PETA l'ha dichiarata una delle tre vegane più sexy del mondo.
Maggie Q è attualmente ambasciatrice della Animals Asia Foundation. Altre organizzazioni che sostiene includono Sea Shepherd, Save the Elephants, la Blue Sphere Foundation, l'African Wildlife Foundation, WildAid e la Best Friends Animal Society.
Maggie Q ha una sua linea di moda, che si chiama Queep Up e che ricicla plastica dagli oceani.

## Filmografia

### Attrice

#### Cinema
- Gui ming mo, regia di Chun Keung Chiu (2000)
- Colpo grosso al Drago Rosso - Rush Hour 2 (Rush Hour 2), regia di Brett Ratner (2001)
- Naked Weapon (Chek law dak gung), regia di Siu-Tung Ching (2002)
- Yi wu liang huo, regia di Aman Chang (2003)
- Hainan ji fan, regia di Kenneth Bi (2003)
- Il giro del mondo in 80 giorni (Around the World in 80 Days), regia di Frank Coraci (2004)
- Mission: Impossible III, regia di J. J. Abrams (2006)
- Die Hard - Vivere o morire (Life Free or Die Hard), regia di Len Wiseman (2007)
- Balls of Fury - Palle in gioco (Balls of Fury), regia di Robert Ben Garant (2007)
- Sex List - Omicidio a tre (Deception), regia di Marcel Langenegger (2008)
- New York, I Love You, regia di Fatih Akin e Yvan Attal (2009)
- Lang zai ji, regia di Tian Zhuangzhuang (2009)
- The King of Fighters, regia di Gordon Chan (2009)
- Operation: Endgame, regia di Fouad Mikati (2010)
- Priest, regia di Scott Stewart (2011)
- Divergent, regia di Neil Burger (2014)
- The Divergent Series: Insurgent, regia di Robert Schwentke (2015)
- The Divergent Series: Allegiant, regia di Robert Schwentke (2016)
- The Crash - Minaccia a Wall Street (The Crash), regia di Aram Rappaport (2017)
- Slumber - Il demone del sonno (Slumber), regia di Jonathan Hopkins (2017)
- The Brits Are Coming - La truffa è servita (The Con Is On), regia di James Oakley (2018)
- Fantasy Island, regia di Jeff Wadlow (2020)
- The Argument, regia di Robert Schwartzman (2020)
- Death of Me, regia di Darren Lynn Bousman (2020)
- The Protégé, regia di Martin Campbell (2021)
- Fear the Night, regia di Neil LaBute (2023)
- The Family Plan, regia di Simon Cellan Jones (2023)

#### Televisione
- Barbara Wood - Das Haus der Harmonie, regia di Marco Serafini - film TV (2005)
- Nikita – serie TV, 73 episodi (2010-2013)
- Young Justice – serie TV, 7 episodi (2012–2019)
- Stalker – serie TV, 20 episodi (2014-2015)
- Designated Survivor – serie TV, 50 episodi (2016-2019)
- Pivoting – serie TV, 10 episodi (2022)
- Bosch: l'eredità – serie TV, episodio 3x10 (2025)
- Ballard - serie TV, 10 episodi (2025)

### Produttrice
- Earthlings (2006) - co-produttrice
- Love Asia (2006) - produttrice
- Queen of Canton (2016) - produttrice esecutiva

### Videogiochi
- Need for Speed: Undercover (2008)

## Doppiatrici italiane
Nelle versioni in italiano delle opere in cui ha recitato, Maggie Q è stata doppiata da:
- Francesca Fiorentini in Priest, Sex List - Omicidio a tre, Die Hard - Vivere o morire, New York, I Love You, Stalker
- Barbara De Bortoli in Nikita, Divergent, The Divergent Series: Insurgent, Fear The Night
- Federica De Bortoli in Designated Survivor, The Family Plan, Bosch: L'eredità, Ballard
- Emanuela Damasio in Balls of Fury - Palle in gioco
- Claudia Catani in Slumber - Il demone del sonno
- Eleonora De Angelis in Operation: Endgame
- Giuppy Izzo in Mission Impossible III
- Chiara Gioncardi in Fantasy Island
- Beatrice Caggiula in The Protégé
- Perla Liberatori in Naked Weapon

## Riconoscimenti
- Asian Excellence Awards 2007 – Miglior attrice non protagonista per Mission: Impossible III
- Hawaii International Film Festival 2009 – Maverick Award per The Warrior and the Wolf